# Experimentul Pitești
Experimentul Pitești (sau Fenomenul Pitești) a fost pus în practică la Penitenciarul Pitești, în scopul „reeducării” deținuților politici, un eufemism pentru spălarea pe creier. Experimentul s-a desfășurat în perioada anilor 1949-1952. Experimentul Pitești a fost terminat în septembrie 1951 imediat după înlăturarea din fruntea Partidului Muncitoresc Român a comuniștilor extremiști - facțiunea moscovită, Ana Pauker, Teohari Georgescu și Vasile Luca - de către noua linie a desprinderii de Moscova sub conducerea lui Gheorghe Gheorghiu-Dej. Acest experiment poate fi redus la o scuză pentru administrarea unor bătăi și torturi brutale, administrate zilnic cu scopul de a „reeduca total” deținuții politici, majoritatea studenți, membri în grupări interzise de comuniști ca Partidul Național Țărănesc și Partidul Național Liberal, precum și cei inspirați de Garda de Fier sau membri sioniști ai comunității evreiești din România. Esența metodei folosite la Pitești este transformarea victimelor în călăi, tortura putând fi apreciată drept un simplu mijloc, nu un scop.
Scopul experimentului, conform principiilor leniniste în interpretarea PCR, a fost lepădarea convingerilor și ideilor politice și religioase a deținuților, și în cele din urmă alterarea personalității până la punctul obedienței absolute. Estimările totale referitor la numărul celor care au suferit acest experiment sunt cuprinse între aproximativ 1000 și 5000. A fost cel mai mare și cel mai agresiv program de spălare a creierului prin tortură din blocul de Est. După anul 1989, generalul de Securitate Alexandru Grunberg Nikolski a declarat că Securitatea a implementat Fenomenul Pitești la ordinul bucureștean al Anei Pauker care - implicit - executa ordinele moscovite directe ale lui Iosif Vissarionovici Stalin.
În Pitești se desfășoară anual Simpozionul Internațional „Experimentul Pitești – Reeducarea prin Tortură”, ajuns în 2016 la ediția a 16-a. Piteștiul original a generat literatură memorandum a deținuților supraviețuitori, dar și opere literare de foarte mare semnificație, Fenomenul Pitești (Editura Humanitas, București, 1990; reeditat în 2007) de Virgil Ierunca (1920+2006), Patimile după Pitești (1981) de Paul Goma (1935+2020}.

## Istoric

### Începutul
Închisoarea a fost construită înaintea începerii experimentului — conform celor spuse de Eugen Măgirescu, clădirea a fost începută spre sfârșitul anilor '30, pe vremea Regelui Carol al II-lea, și a fost terminată în timpul dictaturii lui Ion Antonescu. Pentru o perioadă după proclamarea Republicii Populare Române, a continuat să funcționeze ca arest pentru cei vinovați de infracțiuni minore.
Primele stadii ale "reeducării" au avut loc la închisoarea din Suceava, fiind la scurt timp adoptate la Pitești, și cu intensitate mai redusă, la Gherla. Grupul de supraveghetori a fost format tot din deținuți politici și a fost condus de Eugen Țurcanu, fost student la Universitatea din Iași și pentru scurt timp și membru al PCR. Țurcanu, probabil la ordinele comandantului Securității Alexandru Nicolschi (pe numele său adevărat Boris Grünberg), ale colonelului Czeller de la Direcția Penitenciarelor și sub directa supraveghere a ofițerului politic Ițicovici Marina a ales un grup unit format din „veterani” trecuți prin reeducare, ca asistenți pentru îndeplinirea sarcinilor politice; numit Organizația Deținuților cu Convingeri Comuniste („ODCC”, poreclită de prizonieri în batjocură „Odecaca”) - i-a inclus ca membri pe viitorul părinte al Bisericii Ortodoxe și dizident Gheorghe Calciu-Dumitreasa și evreul Petrică Fux.
Primul val de deținuți de la Suceava care au trecut prin „inițiere” a fost trimis la Pitești, unde tratamentul inițial uman a devenit subiectul unor restricții din ce în ce mai severe — potrivit lui Măgirescu, situația s-a deteriorat cu rapiditate în luna iunie.

### Stadiile "reeducării"
Procesul început după acea dată a implicat pedepse psihologice (de obicei prin umilire) și tortură fizică.
Deținuții, pe lângă bătăile severe administrate regulat, au fost siliți să se tortureze reciproc, cu scopul de a descuraja loialitățile dinaintea încarcerării. Gardienii i-au forțat să participe la sesiuni programate sau ad-hoc de instruire politică, cu subiecte precum materialismul dialectic și istoria Partidului Comunist Sovietic de Iosif Stalin, de obicei acompaniate de abuzuri fizice la întâmplare și îndemnuri la demascare pentru diferite abateri, unele reale, dar marea majoritate inventate. Obiectivul lor era ca victima să cedeze psihic, transformându-se într-un supus total, dedicat regimului.
Toate victimele experimentului au fost inițial trecute printr-un interogatoriu, în timpul căruia tortura fizică a fost aplicată ca mijloc de a revela detalii intime din viața personală a fiecăruia (acest proces fiind denumit "demascarea externă"). Așadar, deținuții erau obligați să dezvăluie toate detaliile presupuse ascunse în interogatoriile precedente; cu speranța că vor putea evita torturile, mulți deținuți au "recunoscut" păcate imaginare. A doua etapă, "demascarea internă", avea ca obiectiv dezvăluirea numelor celor care se purtau mai puțin brutal sau oarecum indulgent față de ei în detenție.
Umilirea publică era de asemenea aplicată, de obicei în faza a treia ("demascarea morală publică"); deținuții erau siliți să denunțe toate convingerile, ideile și valorile personale. Trebuie menționat faptul că deținuții credincioși erau îmbrăcați ca Iisus Hristos, iar ceilalți erau siliți să-i insulte; erau forțați să blasfemeze simboluri religioase și texte sfinte.
Deținuții erau siliți să accepte noțiunea că membrii propriilor familii aveau tot felul de trăsături criminale, grotești; au fost obligați să scrie autobiografii false, care cuprindeau diferite instanțe de comportament pervers. Conform relatărilor lui Dumitru Bacu: "Prin injectarea treptată de informații opuse celor acceptate dintotdeauna ca reale și adevărate în subconștientul victimei, prin alterarea și deprecierea constantă a realității existente și înlocuirea ei cu o imagine fictivă, re-educatorul a obținut în final scopul demascării: să facă minciuna atât de reală pentru victimă încât aceasta va uita ceea ce pentru el înainte avea sens." Asta a dus la un "revers complet, pentru un timp nedeterminat, al valorilor în care victima crezuse până atunci".
Pe lângă violența fizică, deținuții supuși "reeducării" erau obligați să facă diferite munci umilitoare pe timp îndelungat (de exemplu, să curețe podeaua cu o cârpă ținută între dinți). Prost hrăniți și ținuți în condiții degradante și nesanitare, deținuții nu aveau permisiunea să aibă contact cu lumea din afara penitenciarului, și erau forțați să-și acopere ochii în rarele situații când ieșeau din celule. Tratamentul la care noii veniți erau supuși de către veteranii "reeducării" includea lovituri pentru a-i împiedica să adoarmă, erau obligați să mănânce la repezeală direct din farfurii lăsate pe podea cu mâinile ținute la spate, și chiar siliți să mănânce fecale sau băgați cu capul în găleți cu urină.
S-a spus că metodele folosite de ODCC erau derivate din principiile controversate ale pedagogiei și penologiei lui Anton Makarenko referitoare la reabilitare. În cel puțin o ocazie, Makarenko a fost citat ca inspirație de însuși Țurcanu.
Închisoarea asigura și o selecție preliminară pentru lagărele de muncă de la Canalul Dunăre-Marea Neagră, Ocnele Mari, Aiud, Gherla, Târgu Ocna, Râmnicu Sărat, Târgșor și altele, unde echipe de foști deținuți urmau să continue experimentul.
În penitenciarul Pitești au murit în urma torturilor la care au fost supuși, între 100 și 200 deținuți, fără a se cunoaște deocamdată numărul total al acestora. În orice caz, cauza morții era falsificată în certificatul de deces, pentru a nu rămâne dovezi posterității.

### Sfârșitul și urmările
În 1952, pe când Gheorghe Gheorghiu-Dej a manevrat cu succes împotriva Ministrului de Interne Teohari Georgescu, procesul a fost oprit de autorități. Membrii ODCC au fost judecați în secret pentru abuzuri, cei 22 de inculpați fiind condamnați la moarte, în urma unui proces cu ușile închise (Țurcanu a fost numit responsabil pentru uciderea a 30 de deținuți și pentru abuzurile exercitate asupra altor 780);. Dintre aceștia, au fost executați 16 condamnați, la închisoarea Jilava, în noaptea de 17 decembrie 1954. Deși executat, moartea lui Eugen Țurcanu a fost înregistrată la starea civilă abia în anul 1962. Din restul de 6 condamnați, 4 dintre ei au fost ulterior exterminați la închisoarea Jilava, în secția specială de exterminare, numită Casimca. Colonelul Czeller s-a sinucis, împușcându-se în cap, în cimitirul Bellu din București. Cadrele securiste însărcinate cu conducerea experimentului, inclusiv colonelul Teodor Sepeanu, au fost judecați în anul următor; toți au primit sentințe ușoare și au fost puși în libertate la scurt timp. În conformitate cu noile directive ideologice, curtea a hotărât că experimentul a fost rezultatul infiltrării cu succes a agenților Statelor Unite și a Gărzii de Fier în Securitate, cu scopul de a discredita organele legii din România.
După Decretul de amnistie din anul 1964, închisoarea a continuat să funcționeze tot ca închisoare pentru opozanții regimului, care erau aduși aici sub pretextul unor condamnări pentru infracțiuni de drept comun.
În anul 1977, în urma presiunilor făcute din Occident, închisoarea Pitești a fost definitiv închisă, în sediul ei fiind mutat Trustul de Construcții Industriale Pitești.
La începutul anilor 1980, pe circa o treime din suprafața curții penitenciarului au fost construite blocuri de locuințe. 
O parte a zidului care înconjura penitenciarul Pitești mai există și astăzi, pe latura de NV a închisorii.
La conducerea închisorii s-au aflat : Stănescu Vasile (1944 - 1949); căpitan Dumitrescu Alexandru (1949 - 1951); locotenent Kovacs Anton (1951 - 1953); locotenent Savu Victor (1953 - 1954); căpitan Mândreș Petre (1954 - 1956); maior Ivașcu Ștefan (1956 - 1958); maior Cârstoiu Sebastian (1958 - 1961); maior Toma Mihai (1961 - 1977).
După 1989, abandonată și parțial în ruină, clădirea a fost vândută unei firme de construcții în 1991; mai multe clădiri au fost fie distruse, fie total schimbate. Un memorial a fost construit în fața intrării închisorii.

## Deținuți în timpul experimentului
- Nicu Ioniță
- Dumitru Bordeianu
- Neculai Popa
- Ioan Ianolide
- Eugen Măgirescu
- Gheorghe Calciu-Dumitreasa
- Constantin Oprișan
- Mihai Iosub
- Ioan Pintilie
- Pr. Roman Braga
- Nicolae Purcărea[24]
- Dumitru (Dan) Lucinescu
- Ștefan Ioan Davidescu
- Constantin Merișca
- Nicolae Călinescu
- Paul Limberea
- Sergiu Mandinescu
- Cornel Niță
- Ieronim Comșa
- Petru Cojocaru
- Ghoerghe Stănică
- Gheorghe (Gelu) Georghiu
- Traian Popescu
- Constantin (Tache) Rodas
- Victor Lichi
- Octavian Voinea (autorul cărții Masacrarea studențimii Romane)
- Negrescu Fag
- Petrovan Miron